# Lago di Viverone

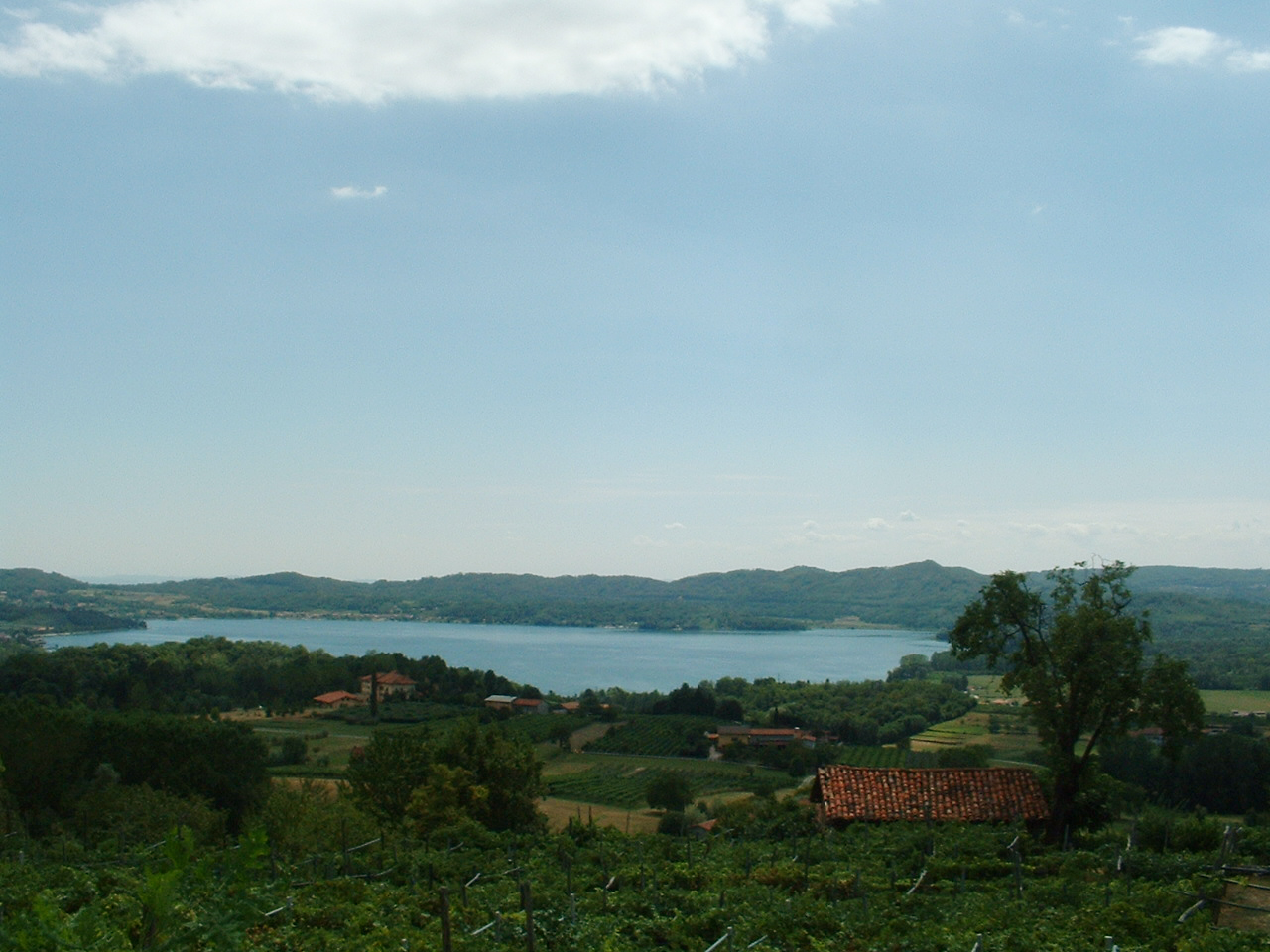
Seeblick

Der Lago di Viverone (Piemontesisch Lagh ëd Vivron) ist ein oberitalienischer See in der Region Piemont bei der Stadt Viverone, nach der er benannt ist.
Er ist 5,8 km² groß und liegt auf einer Höhe von 230 m zwischen den Provinzen Biella und Vercelli sowie der Metropolitanstadt Turin in einer Landschaft von Moränen-Hügeln. Die Süd- und die Westseite des Sees sind weitgehend naturbelassen und grün, während die Nord- und die Ostseite bebaut sind einschließlich Hotels, Campingplätzen und Stränden.
Die Fauna wird maßgeblich bestimmt durch Enten, Stockenten, Blässhühner, Lappentaucher und Möwen; geangelt werden Lavaret, Flussbarsch, Schleie, Hecht und Welsartige.
Die Gegend um den See war bereits in der Bronzezeit besiedelt, am Seeufer standen Pfahlbauten.